# Orinó (Kavála)
Orinó, en grec moderne : Ορεινό, est un ancien dème du district régional de Macédoine-Orientale-et-Thrace en Grèce. Depuis 2010, il est fusionné au sein du dème de Néstos.
Selon le recensement de 2011, la population du dème compte 1 212 habitants.